# Уборка снега
Снегоуборка или уборка снега — повседневное удаление снега с полотна автомобильных и железнодорожных путей сообщения, с городских улиц и площадей, с крыш зданий и т. д. Осуществляется в холодное время года наряду с борьбой со скользкостью и гололёдом.

## История
До появления моторизованного транспорта уборка снега не требовалась. Грунтовые дороги в сельской местности были опасные и неровные, а зимой снег и лёд делали их поверхность гораздо более гладкой. Зимой просто меняли повозки на сани. Утрамбовка увеличивала продолжительность существования снега и облегчала перемещение по нему на санях. Некоторые общины даже нанимали надзирателей за снегом для рассыпания снега на открытых участках, таких как мосты, чтобы сани могли проехать по ним. Однако с увеличением количества дорог с твёрдым покрытием и увеличением размеров городов снег стал представлять неудобство для пешеходов и транспорта.
Первые патенты на снегоуборочную технику восходят к 1840 году, но нет никаких записей относительно её фактического использования до 1862 года, когда в городе Милуоки начала работать повозки, запряжённые лошадьми, оснащённые снегоуборочной техникой. Конные снегоочистители быстро распространилась в другие города, особенно в районы, подверженные сильным снегопадам.
Первая моторизованная снегоуборочная техника были разработаны в 1913 году на основе корпусов грузовых автомобилей и тракторов. Эти машины позволили механизировать процесс очистки снега, снижая трудозатраты, необходимые для уборки снега, и повышая скорость и эффективность процесса. Расширение авиационной промышленности также выступало в качестве катализатора для развития транспортных средств уборки снега в начале XX века. Даже небольшое количество снега или льда могло привести к падению самолёта, поэтому аэропорты устанавливали ограждения от снега вокруг аэродромов для предотвращения образования снежных заносов и начали поддерживать парк транспортных средств для очистки взлётно-посадочных полос в тяжёлых погодных условиях.
Затем было установлено, что только одного вспахивания снега было недостаточно для устранения всего снега и льда с проезжей части, что привело к применению соли для ускорения таяния снега. В то же время соль вызывала коррозию, нанося ущерб металлическим конструкциям мостов, а также обуви пешеходов. Однако когда количество автомобильных аварий увеличилось, протесты против её использования утихли. Но в 1960 и 1970-х годах использование соли вновь стали критиковать из-за её воздействия на окружающую среду, что привело к появлению альтернативных антиобледенительных химикатов и распространению более эффективных систем.

## Методы уборки снега
Очистка дорожных покрытий от наката включает в себя две технологические операции: разрушение наката и транспортировка его фрагментов.
Основным процессом, определяющим производительность очистки, является процесс резания, то есть отделение от дорожного покрытия фрагментов наката режущим органом очистительных машин. 

Борьба с зимней скользкостью на автомобильных дорогах в зависимости от состояния покрытия и погодно-климатических условий ведется двумя способами:
- профилактическим, который проводится с целью предупреждения образования снежного наката или гололеда (гололедицы) и является наиболее эффективным способом борьбы с зимней скользкостью при зимнем содержании дорог и улиц;
- ликвидационным, который проводится в случае уже образовавшегося наката для его ликвидации дорожно-эксплуатационной службой[3][4].

С помощью снегоуборочной техники подметают, сгребают и грузят снег на грузовые автомобили для вывоза его в места сбора (на свалки снега и снеготаялки с последующим сливом в канализационную сеть). Для борьбы с накатом также применяют тепловые машины и распыление химических реагентов. С целью очистки от снега и наледи тротуаров, дорог и аэродромов используется следующая снегоуборочная техника:
- плужная (боковой, передний, скоростной отвалы, задний скребок);
- щеточная;
- роторная (с плужно-, шнеко- и фрезерно-роторным рабочими органами);
- скребковые транспортеры;
- тепловая;
- распылители химических и противогололедных (технологических) материалов.

Снегоуборочная техника часто (но применительно к условиям России — отнюдь не всегда) основана на шасси самосвалов, с различными специальными приспособлениями, позволяющими им осуществлять уборку снега. Многие специалисты также используют автомобили меньших размеров на тротуарах, пешеходных дорожках и велосипедных дорожках. Дорожно-ремонтные агентства и подрядчики в умеренных и полярных районах часто владеют несколькими транспортными средствами зимнего сервиса, используя их, чтобы держать дороги свободными от снега и льда и безопасными для вождения в зимний период. Аэропорты используют снегоуборочную технику для очистки как поверхности самолётов, так и взлётно-посадочных полос и рулёжных дорожек от снега и льда, которые, помимо угрозы самолёту при взлёте и посадке, могут повлиять на аэродинамику судна.
Первыми транспортными средствами, предназначенными для уборки снега, были повозки, предназначенные для поддержания гладкой, ровной поверхности дороги для саней, хотя конные снегоуборочные телеги и механические измельчители снега были введены в использование уже в 1862 году. Рост перевозок посредством легковых автомобилей и авиации в начале XX века привёл к развитию и популяризации больших моторизованных транспортных средств для уборки снега.

### Плужная снегоуборочная техника
Плужная снегоуборочная техника предназначена для очистки дорог городских территорий и аэродромов от свежевыпавшего снега путём перемещения его отвалом, установленным перпендикулярно или под углом к направлению движения машины, или баллистического отбрасывания отвалов за счет действия инерционных и аэродинамических сил. 
Главными недостатками её использования, несмотря на её «всесезонность», являются тихоходность и малая производительность. Поэтому их применение ограничивается уборкой городских дорог, заводских территорий и терминалов. 

### Фрезерно-плужный снегоуборочный механизм
Фрезерно-плужные снегоуборочные механизмы используют для уборки свежевыпавшего снега толщиной не более 350 мм. Недостатками у такой схемы, культивируемой в 1960-х годах, являются значительная потребляемая мощность и плановая замена подшипников через каждые 300 часов работы.

### Щёточное снегоуборочное оборудование
На городских улицах и в условиях ограниченного манёвра используют щеточное снегоуборочное оборудование. Недостатком такой техники является очистка только свежевыпавшего и несильно уплотненного снега.

### Снегоочиститель шнекороторный КО-605
Снегоочиститель шнекороторный КО-605, предназначенный для очистки от снега аэродромов, автомобильных дорог и других территорий путём отбрасывания снежных валов, образованных другими снегоочистителями и погрузки снега в транспортные средства с помощью погрузочного жёлоба. Его недостатками являются большие габаритные параметры и большой расход топлива.

### Навесной автономный шнекороторный снегоочиститель для локомобиля ПТМ-2500СФ
Снегоочиститель шнекороторный ПТМ-2500СФ модифицированный для работы с локомобилем, предназначен для уборки больших объёмов снега на железнодорожных путях. Привод рабочего органа осуществлён при помощи собственного силового агрегата. Имеет дистанционный пульт управления. Для отброса снега или погрузки его в кузов используется жёлоб с гидравлическим приводом.

### Фрезерно-роторная снегоуборочная машина
Снегоуборочное фрезерно-роторное оборудование устанавливают на тракторном, автомобильном, специальном шасси, шасси фронтального погрузчика или стреле манипулятора вместо кустореза.
Фрезерно-роторная снегоуборочная техника производит фрезерование торцовыми фрезами обледенелого снега по краю дороги. На тракторе снегоуборочное оборудование устанавливают на кронштейнах в виде специальной рамы. Его привод осуществляют посредством редуктора, с помощью которого перераспределяют мощность трактора на фрезы.

### Шнекороторная снегоуборочная машина
Шнекороторная снегоуборочная техника предназначена для переброски снежных валов и куч, образуемых при работе плужных снегоуборочных машин в сторону или погрузку снега в транспортные средства с помощью погрузочного жёлоба. Шнекороторное снегоуборочное оборудование, установленное на автомобили, тракторы или специальные шасси, используют для очистки от снега аэродромов, автомобильных дорог и т. д. при высоте снежного покрова до 1—1.4 м. При погрузке в транспортные средства снегоуборочная техника передвигается вдоль вала и выбрасывает снег через специальное погрузочное устройство (жёлоб) в кузов грузового автомобиля, следующего за ним. Основное назначение шнекороторных снегоуборочных машин заключается в выбросе снега. Поэтому при его погрузке их производительность снижается.

### Снегопогрузчик
В городах отбрасывать снег с проезжей части на обочину затруднительно из-за пешеходных тротуаров. Поэтому снег, собранный вдоль дороги в валы другими снегоуборочными машинами, загружают в самосвалы снегопогрузчиком. Такая техника появилась ещё в 1930-е годы, а с 1950-х она нашла массовое применение.

### Газоструйная тепловая машина
Газоструйные тепловые машины применяют для плавления снега и гололеда за счет воздействия тепловой (100—400 С°) газовой струи авиационных двигателей на взлетно-посадочных полосах.

### Газоструйная ветровая машина
Газоструйные ветровые машины, как и газоструйные тепловые машины, относятся к средствам механизации производственных процессов в авиации, но их сфера применения более широкая, так как они предназначены для очистки твердых покрытий аэродромов от влаги, то есть предотвращения образования гололеда, сдувания снега и посторонних предметов за счет кинетического воздействия газовой струи авиационного двигателя, от генератора воздушного потока.

## Удаление снега с помощью устройств
Некоторые устройства исключают необходимость уборки снега. Система по откачки подземных вод и опрыскиванию ими из спринклеров встроенных в дорогу или установленных вдоль железнодорожных путей, проезжих частей автодорог, тротуарах (пешеходных дорожках), велосипедных дорожек, железнодорожных путей и т. п. для удаления снега называется снегоплавильная опрыскивательная система, Система в которой в качестве источника тепла для таяния снега используется подповерхностный электрический нагревательный кабель или система подповерхностных трубок, по которым циркулирует разогретый теплоноситель, называется дорожная снегоплавильная система. Из-за стоимости этих устройств они устанавливаются только на перекрестках, склонах, главных дорогах и дорогах с высоким трафиком, где труднодоступны снегоочистители.
Снегоплавильная опрыскивательная система впервые появилась в городе Нагаока, префектура Ниигата, Япония. Она устанавливается только в относительно тёплых регионах, где вследствие природного феномена «снежной страны» выпадает много снега, от Хокурику до Тохоку. Подземные воды выкачиваются и разбрызгиваются из спринклеров, встроенных в дороги на проезжие части, чтобы растопить снег. На склонах и дорог с большим уклоном аналогичный эффект достигается изливанием через систему воды на дорогу сверху склона. В некоторых районах откачка грунтовых вод для уборки снега вызывает проблемы оседания грунта.
В регионах с низкими температурами, таких как Хоккайдо, вода, используемая для плавления снега, замерзает, поэтому удаление снега с помощью снегоплавильной опрыскивательной системы там не используется, а используется только дорожная снегоплавильная система. Существуют различные источники тепла для плавления снега на дорогах, в том числе электричество, нефть, газ, горячие источники, геотермальные источники, а также отходящее тепло от мусоросжигательных заводов. В последние годы некоторые органы местного самоуправления сдерживают строительство новых дорожных снегоплавильных систем по таким причинам, как глобальное потепление и сокращение расходов, и дают указание новым жителям устанавливать и обслуживать их за свой счет. Существует также движение, чтобы демонтировать существующие.

## Бытовые снегоуборщики
В быту используются компактные снегоотбрасыватели снабжённые двигателем и ковшом в котором находится механизм отбрасывания снега.
Такие снегоуборщики делятся на следующие категории
По типу двигателя:
- электрические
- бензиновые
- дизельные
- навесные агрегаты без двигателя

По типу шасси:
- носимые (электролопаты)
- колёсные несамоходные
- колёсные самоходные
- гусеничные самоходные

По типу снегоотбрасывателя:
- одноступенчатые
- двухступенчатые
- трёхступенчатые

Также бытовые снегоуборщики могут иметь следующие опции:
- дистанционное управление направление и дальностью выброса снега
- задний ход
- дифференциал на колёсах
- подогрев рукояток
- электростартер
- фара